# Epigonus pectinifer
Epigonus pectinifer és una espècie de peix pertanyent a la família dels epigònids.

## Descripció
- Pot arribar a fer 15,5 cm de llargària màxima.
- 7 espines i 9 radis tous a l'aleta dorsal.
- Presència d'espina opercular.
- Dents a la part central de la llengua, però no en les vores.[5][6][7]

## Hàbitat
És un peix marí, mesobentònic-pelàgic i batidemersal que viu entre 100 i 1.200 m de fondària sobre el fons marí de talussos continentals i muntanyes submarines.

## Distribució geogràfica
Es troba al Pacífic (el sud del Japó i la mar de Tasmània) i l'Atlàntic occidental central (el golf de Mèxic i el mar Carib).

## Observacions
És inofensiu per als humans.